# William Neile
William Neile (* 16. Dezember 1637 in Bishopthorpe bei York; † 24. August 1670 in White Waltham, Berkshire) war ein englischer Mathematiker.

## Leben
Neile war der Sohn von Sir Paul Neile (1613–1686), einem der Gründer der Royal Society, hohem Beamten bei Karl I. und Hobby-Astronomen mit eigenem Observatorium in seinem Haus in White Waltham, in dem auch Christopher Wren zu Gast war; er baute auch eigene Teleskope. Sein Großvater Richard Neile war Erzbischof von York. Seine Mutter Elizabeth Clarke war die Tochter des Erzdiakons (Archdeacon) von Durham Gabriel Clarke. Neile studierte ab 1652 an der Universität Oxford im Wadham College, wo er Schüler von John Wilkins und Seth Ward in Mathematik war. 1657 studierte er Jura am Middle Temple in London und war später Mitglied des Kronrats (Privy Council) von Karl II.
Als Student machte er eine für seine Zeit aufsehenerregende mathematische Entdeckung: Er bestimmte die Bogenlänge einer algebraischen Kurve (einer Kubik) – es handelte sich dabei um die später nach ihm benannte Neilsche oder semikubische Parabel – und führte diese auf eine Integration (Flächenbestimmung) zurück. Unabhängig gelang dies etwa um dieselbe Zeit Hendrick van Heuraet in den Niederlanden (und Pierre de Fermat). Neile teilte die Entdeckung William Brouncker und Christopher Wren von der Gresham College Society brieflich mit und sie wurde von John Wallis 1659 in seiner Abhandlung De Cycloide veröffentlicht. Neile formulierte die Lösung in geometrischer Sprache, sie wurde aber von Wallis in algebraische Form übertragen.
Neile wurde 1663 eines der frühen Mitglieder der Royal Society und wurde 1666 Mitglied von deren Rat (wie schon sein Vater).
Neile befasste sich auch mit Bewegungsgesetzen der Mechanik und Astronomie.
Er starb mit nur 32 Jahren. Seine letzten Jahre waren getrübt von einer Gelbsucht und der Weigerung seines Vaters, in eine von Neile beabsichtigte Heirat einzuwilligen.